# Mallinella
Mallinella là một chi nhện trong họ Zodariidae.

## Các loài
Các loài trong chi này gồm:
- Mallinella albomaculata (Bosmans & Hillyard, 1990)
- Mallinella albotibialis (Bosmans & van Hove, 1986)
- Mallinella bandamaensis (Jézéquel, 1964)
- Mallinella bicolor (Jézéquel, 1964)
- Mallinella bifurcata Wang et al., 2009
- Mallinella biumbonalia Wang et al., 2009
- Mallinella calilungae (Barrion & Litsinger, 1992)
- Mallinella cameroonensis (van Hove & Bosmans, 1984)
- Mallinella cinctipes (Simon, 1893)
- Mallinella cymbiforma Wang, Yin & Peng, 2009
- Mallinella dambrica Ono, 2004
- Mallinella debeiri (Bosmans & van Hove, 1986)
- Mallinella decurtata (Thorell, 1899)
- Mallinella dinghu Song & Kim, 1997
- Mallinella dumogabonensis (Bosmans & Hillyard, 1990)
- Mallinella etindei (van Hove & Bosmans, 1984)
- Mallinella fulvipes (Ono & Tanikawa, 1990)
- Mallinella gombakensis Ono & Hashim, 2008
- Mallinella gongi Bao & Yin, 2002
- Mallinella hainan Song & Kim, 1997
- Mallinella hamata (Bosmans & Hillyard, 1990)
- Mallinella hingstoni (Brignoli, 1982)
- Mallinella hoosi (Kishida, 1935)
- Mallinella immaculata Zhang & Zhu, 2009
- Mallinella inflata (Bosmans & van Hove, 1986)
- Mallinella karubei Ono, 2003
- Mallinella kelvini (Bosmans & Hillyard, 1990)
- Mallinella kibonotensis (Bosmans & van Hove, 1986)
- Mallinella klossi (Hogg, 1922)
- Mallinella koupensis (Bosmans & van Hove, 1986)
- Mallinella kunmingensis Wang et al., 2009
- Mallinella labialis Song & Kim, 1997
- Mallinella langping Zhang & Zhu, 2009
- Mallinella leonardi (Simon, 1907)
- Mallinella liuyang Yin & Yan, 2001
- Mallinella lobata (Bosmans & Hillyard, 1990)
- Mallinella maculata Strand, 1906 *
- Mallinella manengoubensis (Bosmans & van Hove, 1986)
- Mallinella maolanensis Wang, Ran & Chen, 1999
- Mallinella maruyamai Ono & Hashim, 2008
- Mallinella mbaboensis (Bosmans & van Hove, 1986)
- Mallinella mbamensis (Bosmans & van Hove, 1986)
- Mallinella meriani (Bosmans & Hillyard, 1990)
- Mallinella monticola (van Hove & Bosmans, 1984)
- Mallinella nigra (Bosmans & Hillyard, 1990)
- Mallinella nomurai Ono, 2003
- Mallinella nyikae (Pocock, 1898)
- Mallinella oblonga Zhang & Zhu, 2009
- Mallinella octosignata (Simon, 1903)
- Mallinella okinawaensis Tanikawa, 2005
- Mallinella okuensis (Bosmans & van Hove, 1986)
- Mallinella panchoi (Barrion & Litsinger, 1992)
- Mallinella ponikii (Bosmans & Hillyard, 1990)
- Mallinella ponikioides (Bosmans & Hillyard, 1990)
- Mallinella pricei (Barrion & Litsinger, 1995)
- Mallinella pulchra (Bosmans & Hillyard, 1990)
- Mallinella sadamotoi (Ono & Tanikawa, 1990)
- Mallinella scutata Strand, 1906
  - Mallinella scutata (Bosmans & van Hove, 1986)
- Mallinella selecta (Pavesi, 1895)
- Mallinella septemmaculata Ono, 2004
- Mallinella shimojanai (Ono & Tanikawa, 1990)
- Mallinella slaburuprica (Barrion & Litsinger, 1995)
- Mallinella subinermis Caporiacco, 1947
- Mallinella submonticola (van Hove & Bosmans, 1984)
- Mallinella sylvatica (van Hove & Bosmans, 1984)
- Mallinella thinhi Ono, 2003
- Mallinella tridentata (Bosmans & van Hove, 1986)
- Mallinella tumidifemoris Ono & Hashim, 2008
- Mallinella vandermarlierei (Bosmans & van Hove, 1986)
- Mallinella vietnamensis Ono, 2003
- Mallinella v-insignita (Bosmans & Hillyard, 1990)
- Mallinella vittiventris Strand, 1913
- Mallinella vokrensis (Bosmans & van Hove, 1986)
- Mallinella zebra (Thorell, 1881)